# Musique industrielle en France
 (janvier 2011).
 (juin 2020).
La scène de musique industrielle en France est riche et ancienne, si l'on considère par exemple les débuts de Die Form dès la fin des années 1970. Les groupes d'Indus (abréviation d'« industrielle ») « pure », tel que défini dans l'article musique industrielle, et l'activisme politico-provocateur, les tactiques de choc chères aux premiers groupes, ont pourtant plus ou moins disparu, sauf chez quelques groupes « à l'ancienne » comme ICK, Brume, Servovalve,  ou Nocturne.
Mais nombreux sont les groupes français post-industriels, ambient, metal-indus, neofolk ou electro qui ont été influencés par la musique industrielle des origines, et continuent à s'en réclamer aujourd'hui.

## Les origines - la scène industrielle française des années 1980
Cette section traite de la période essentielle où les musiques industrielles se sont internationalement développées dans toute leur diversité, participant à l'ensemble du mouvement underground dit "alternatif" ; il s'agit du début des années 1980 où différents artistes et courants esthétiques vont devenir des référents pour le futur, malgré la confidentialité de leur travail à l'époque.

### L'amorce
Throbbing Gristle touche autant un public musical à travers ses expérimentations sonores que le milieu artistique de l'époque en quête de provocations subversives. Philippe Fichot crée Die Form en 1977 puis fonde le label Bain Total pour éditer sa musique. Les cassettes qu'il produit ont une présentation irréprochable (boitiers luxueux, pochettes imprimées...) qui permet de répondre à la demande marginale sans se préoccuper de rentabilité. En 1980, il édite aussi les premières cassettes d'Étant donnés, le groupe de Marc et Eric Hurtado, puis son premier LP en 1982, Die Puppe. De leur côté Étant donnés créent leur label Vita Nova sur lequel ils éditent leur premier EP Plutôt l'exil du cinq doré en 1983.
Jean-Marc Vivenza, qui jouait depuis quelques années dans des formations inspirées des premiers Kraftwerk, Glace (1976) puis Mécanique Populaire (1978/79), intervient au début de 1980 sous son propre nom : Vivenza, et tente d'adapter les thèses de L'Art des bruits des futuristes italiens aux techniques modernes d'enregistrement, et propose des pièces sonores purement « industrielles » au vrai sens du terme, à savoir, se réclamant de la musique bruitiste, uniquement réalisées à partir de sons ou plus exactement de « bruits » concrets issus de l'industrie lourde (sidérurgie, chimie, barrages, aciéries, etc) de la région Rhône-Alpes, produisant son premier single en 1983 Fondements bruitistes sur son label Electro-Institut.
Pierre Jolivet fonde Pacific 231 en 1980 et sort son premier LP Unusual Perversions en 1984 sur son label VP231 et fait quelques collaboration. Ce que ces artistes recherchent, c'est un impact musical extrême ; aussi leurs prestations scéniques sont des performances artistiques ou audiovisuelles bien différentes de celles de groupes plus traditionnels.
Jusqu'au milieu des années 1980, le support standard de tous ces groupes est la cassette, les perspectives de distribution restant difficiles. L'objet correspond à ce réseau parallèle éloigné du grand public. Ptôse se font connaître d'un plus large public lors d'une interview des Residents pour le magazine de grand tirage Actuel.
Le label Sordide Sentimental fondé par Jean-Pierre Turmel est un modèle de liberté artistique. Il édite le EP de Throbbing Gristle We hate you little girls en 1978 avec une pochette réalisée par Loulou Picasso. Le lien avec les graphzines est essentiel pour cette musique. Elle a besoin visuellement d'expérimentations graphiques et de tout le retour à la figuration primitive en vogue à l'époque. Il faut regarder du côté de Bazooka (Kiki Picasso, Olivia Clavel...) ou Elles sont de sortie (Pascal Doury, Bruno Richard). On remarque que Joy Division sort le EP Dead Souls / Atmosphere sur ce même label en 1980. Sordide Sentimental est présenté (aux côtés de Throbbing Gristle, Cabaret Voltaire, SPK et autres artistes) dans le livre Industrial Culture Handbook publié en 1983.

### Émergence et diffusion
Il n'y a pas de revue spécifique à ce courant au départ, mais New Wave, qui laisse une grande part à l'underground, présente autant les groupes punk, cold wave, new wave, expérimentaux ou industriels. Ils en distribuent sur leur catalogue Al Di La et en produisent certains (comme la première cassette de Minamata en 1984).
Grâce aux contacts et informations trouvés sur les fanzines et les catalogues de distribution, les labels produisent des compilations qui contribuent à faire connaître les différents artistes. Les français y côtoient les artistes étrangers représentatifs du genre : Merzbow, Lustmord, Nurse With Wound,  ou SPK par exemple.
Certains pratiquent des collaborations en échangeant des sons par courrier.
Le festival Nuit & Brouillard est l'occasion de présenter la scène française à son public les 4 et 5 octobre 1983 à Paris. Les têtes d'affiches sont les Anglais de Whitehouse et les allemands de Sprung aus den Wolken.
Des revues vont se spécialiser plus en France comme Hello Happy Taxpayer, (à partir de 1983) et Out of Nowhere (à partir de 1988).

### Présentation

#### Précurseurs
- Die Form (origine : Bourg-en-Bresse en 1977 / label Bain Total)
- Déficit des Années Antérieures (Caen en 1979 / Illusion Production)
- Vivenza (Grenoble 1980 / Electro Institut)
- Étant donnés (Grenoble en 1980 / Vita Nova)
- Ptôse (La Rochelle en 1980 / PPP)
- Art & Technique (Paris en 1980)
- Nox (Paris en 1980 / AKT Production)

#### Première vague
- Manon Anne Gillis (Bordeaux en 1982 / DMA2)
- Denier du Culte (Annecy en 1982 / Actéon)
- DZ Lectric et Anthon Shield (Dijon en 1982)
- AIZ (Millau en 1982)
- Le Syndicat (Paris en 1982)
- Geins't Naït (Nancy en 1983 / Permis de Construire)
- Prima Linea (Rennes en 1984 / Acta de Facto)
- Kni Crik (Paris en 1984 / VISA)
- La STPO (Rennes en 1984)
- Urbain Autopsy (Pantin Paris en 1984 / Medicinal Tapes)

#### Deuxième vague
- The Grief (St Malo en 1985 / Les Nourritures Terrestres)
- Toy Bizarre (Limoges en 1985 / Kaon)
- Brume (Paris en 1985)
- La Nomenklatur (Tours en 1986 / Les Nouvelles Propagandes)
- Lieutenant Caramel (Annecy en 1986 / Actéon)
- Aschwghâ Ney Wodeï (Paris en 1986 / VISA)
- La Sonorité Jaune (Paris en 1986 / Organisation Orange)
- Phaeton Dernière Danse (Annecy en 1987 / Dedali Opera)
- Désaccord Majeur (Amiens en 1988 / DM)
- Palo Alto (Paris en 1989)

## Panorama des groupes industriels français, par genres

### Musique industrielle «pure»
- Étant donnés : Ce groupe aura réussi à créer une œuvre remarquable en quelques albums, films et performances théâtrales, incontournables. Groupe pluri-disciplinaire (en plus de la musique, théâtre, films, écrits), dont l'esthétique repose sur les travaux de Marcel Duchamp pour le nom du groupe qui fait référence à son œuvre la plus célèbre, ainsi qu'aux écrits du sulfureux Antonin Artaud et son Théâtre de la cruauté.
- Vivenza : Se réclamant de l'héritage du « futurisme bruitisme » de Luigi Russolo (1885-1947), développa une thématique sonore et visuelle originale à la rare radicalité (les concerts étaient souvent à la limite du supportable sur le plan de l'intensité acoustique) et intransigeante rigueur, thématique sous-tendue par une réflexion philosophique portant sur l’« essence de la technique » et le « dynamisme dialectique du devenir », réflexion qui débouchera, par une attention extrême touchant à la question de la « négativité », sur une réorientation purement métaphysique et théorique de son activité.
- Le Syndicat : Groupe de performers bruitistes parisien n'utilisant pas d'instruments conventionnels mais des bruiteurs et un appareillage électronique complexe de sa fabrication. Également label de cassettes autoproduites ayant édité 21 cassettes dont Merzbow, Pacific 231, Blackhouse, Controlled Bleeding... Édité d'abord par RRR en 1986(triple LP boxset Vorgine, relapse, Delikatessen), Le Syndicat a ensuite réalisé trois autres albums et trois CD's. À la fin des années 1980, le syndicat produit une electro musclée assez éloignée de son bruitisme sauvage des années 1980.
- Nox : Groupe Industriel parisien, un des rares groupes à utiliser des guitares électriques, indus précurseur[2].

### Musique expérimentale
- Ptôse

### Electro, EBM, Metal industriel
- Die Form : Excellente formation electro-indus et néoclassique, pluri-disciplinaire (photos, clips, etc), dont l'esthétique (souvent très érotique et proche des milieux fetish-SM) en plus du Théâtre de la cruauté d'Antonin Artaud, fait référence à Sade le « divin marquis ».
- Le Syndicat : À la fin des années 1980, le groupe power electronic bruitiste Le Syndicat donne dans l'EBM très musclée[Quoi ?].
- Treponem Pal : Groupe de metal industriel formé à Paris en 1986, dont le premier album studio sorti en 1989 est produit par Franz Treichler (The Young Gods)[3].
- SKOYZ, Duo EBM Lyonnais sévissant depuis 1996, avec une musique parfois teintée de sonorités trance.
- Heet Seas formé en 2005 à Amiens et apportant à une base Rock Industriel des éléments du Rock Progressif, de la Cold Wave, New Wave, du Post Punk ou encore de la World Music.
- Pavillon Rouge, groupe de black metal aux influences New Wave originaire de Grenoble et Lyon.
- Red City Noise, trio synthpunk industriel originaire de Lyon.
- Mark of the Sphinx, projet solo teinté de sonorités et d'ambiance industrielle, deathrock, post-punk et dark ambiant. Mental Oppression (1991-1999) metal industriel gothique de Picardie, utilisant des téléviseurs et un moteur de Renault16 sur scène.

### Industriel rythmique, «power noise»
- G-Nox : ex-leader du Groupe NOX, Gerome Nox commence son projet solo avec l'album BloodRed Poppies sorti chez Moloko +, puis l'album Ventre sorti en 2003 chez M-Tronic Records, travaille avec Black Sifichi dans le duo BlackNox qui a sorti un premier album live, We Don't Believe In Heaven… coproduit par le label Optical Sound et l'association Emmetrop.
- Servovalve : projet multimédia expérimental industriel de Grégory Pignot and St. Alia sorti chez UWe & M-Tronic Records.
- HIV+ : DJ Pedro est l'un des plus anciens activistes indus du sud de la France, notamment à Pézenas, Babeau-Bouldoux, Pégairolles-de-l'Escalette et Balaruc-le-Vieux , et sort des albums collector sous le nom de HIV+.
- KL : projet solo de l'ancien chanteur du groupe Stigma
- Anthon Shield (avec ou sans DZ Lectric) projet industriel experimental d'Ushersan (cofondateur de Norma Loy), ayant publié des cassettes sur de nombreux labels confidentiels (de 1981 à 1986) certains repris en vinyle par le label New Yorkais minimal Wave (Lickin' 2013) ou par les Français de Nuit et Brouillard (La Fraternité 2022°.
- Lith : Apparu en 1996 et héritier de l'école Dive autant que des groupes Ant-Zen mélangeant indus bruitiste et techno, Lith s'est imposé peu à peu avec son electro ultra bruitiste et rythmique, porté par un discours fortement écologiste.
- Minamata (groupe) : Projet de Tiburce avant La Nomenklatur qu'il abandonnera pour revenir à Minamata en 2000. Seul groupe du début des années 1980 à avoir rivalisé la fureur et les cris de Neubauten ou Whitehouse. Devenu culte avec le temps. Minamata connait un regain d'activité en 2007 avec un superbe concert concept à Anvers. En 2009 le groupe crée une performance à la Tonwellen Konferenz 2 de Burscheid (Allemagne). En octobre 2009, Minamata entamera une mini tournée de sept dates en Russie dont un concert à Saint-Pétersbourg, deux à Moscou. Minamata a sans cesse évolué depuis cette année 2009. Développant un VJING très spectaculaire alliant puissance audio et visuels en temps réel, Minamata connait un vif succès qui s'est admirablement confirmé au ZugZwang Festival de Darmstadt en 2010, et plus récemment au festival de Wroclaw (Pologne) en 2011. En 2012, Minamata revient aux origines Japonaises de sa création en développant un nouveau spectacle sur Fukushima et ses conséquences.
- Neon Rain : produit par le label Steelwork Maschine qui en quelques années est devenu l'un des plus importants de France (en nombre de sorties), Neon Rain va de l'indus bruitiste au dark ambient en passant par des expérimentations pop.
- Remain Silent : Apparu en 2003 sur le label Brume Records puis sur Axesscode en 2005, ce projet allie des visuels en image de synthèse à des musiques inspirées de formation telles que Skinny Puppy ou Numb.
- Les Tambours du Bronx : Le groupe français de la scène post-industrielle le plus connu.

### Indus martial, neofolk, dark ambient
- Advocated Apocalypse : Projet musical évoluant dans un style neo classique, indus martial et dark ambient
- Barbarossa Umtrunk : Projet rituel et indus martial influencé par la Gnose et la Mythologie Indo-Européenne qui dessine des atmosphères "guerrières", "apocalyptiques" et "ésotériques".
- Dawn and Dusk Entwined : Projet indus martial et dark ambient, produit par World Serpent puis par Athanor, marqué par un esprit « europaïen ».
- Dernière Volonté : Groupe de « Military Pop » évoluant vers une musique entre pop et indus martial.
- Désaccord Majeur : L'un des plus anciens groupes ambient de cette scène (une quinzaine d'années d'existence), marqué par des influences « ethniques ».
- Land : Débuté dans les années 1980, un groupe puis projet solo qui est allé de la new-wave au dark ambient.
- Les Joyaux de la Princesse : L'un des groupes les plus populaires depuis les années 1980, ayant assis son style sur l'utilisation d'archives sonores (essentiellement des discours politiques) et de problématiques liées à la Première Guerre mondiale ou à l'Occupation.
- Les Sentiers Conflictuels : Projet discret signé sur Athanor se situant entre dark ambient et néoclassique, marqué par la pensée et l'histoire européenne de la fin XIXe / début XXe.
- Omnicore : duo indus martial aux débuts plus electro.
- Regard Extrême : Projet solo qui s'est notamment fait connaître de par son travail aux côtés des Joyaux de la Princesse. La musique s'inscrit dans une tradition « néoclassique ».
- Schattenspiel
- Tribe of Circle : Projet solo articulant son œuvre autour d'une musique néo-classique puissante.
- Westwind : Projet industriel martial breton, qui a sorti plusieurs CD et LP consacrés à des thèmes guerriers comme les Kamikaze ou la destruction de Brest.
- Liyr : Projet solo indus martial.
- Auswalht : indus martial
- Theusz : Indus martial & néoclassique

## Quelques labels industriels français
- Athanor : Label et distributeur porté sur les musiques ambient rituelles.
- Walnut + Locust : Label de musiques industrielles et expérimentales créé en 2003, issu du webzine du même nom